# Chorioactidaceae
Chorioactidaceae é uma família de fungos da ordem Pezizales contendo sete espécies distribuídas por cinco géneros. Pseudosarcosoma foi adicionado em 2013 para conter P. latahense uma vez que estudos de filogenética molecular mostraram que este fungo está muito mais próximo de  Chorioactidaceae que de Sarcosoma (família Sarcosomataceae).